# فهرست فرمانداران نیویورک
فهرست فرمانداران نیویورک مدیر اجرایی و رئیس حکومت در ایالت نیویورک، ایالات متحده آمریکا است.
| No. | فرماندار                                                               | فرماندار                                     | فرماندار                                                  | دوره                                                      | حزب                                     | انتخابات                                       | معاون فرماندار           | معاون فرماندار                              |
| --- | ---------------------------------------------------------------------- | -------------------------------------------- | --------------------------------------------------------- | --------------------------------------------------------- | --------------------------------------- | ---------------------------------------------- | ------------------------ | ------------------------------------------- |
| ۱   |                                                                        |                                              | جورج کلینتون (1739–1812)                                  | ۳۰ ژوئیه ۱۷۷۷ – ۱ ژوئیه ۱۷۹۵ (در انتخابات شرکت نکرد)      | بدون حزب                                | ۱۷۷۷                                           |                          | Pierre Van Cortlandt                        |
| ۱   | ۱۷۸۰                                                                   |                                              | جورج کلینتون (1739–1812)                                  | ۳۰ ژوئیه ۱۷۷۷ – ۱ ژوئیه ۱۷۹۵ (در انتخابات شرکت نکرد)      | بدون حزب                                |                                                |                          | Pierre Van Cortlandt                        |
| ۱   | ۱۷۸۳                                                                   |                                              | جورج کلینتون (1739–1812)                                  | ۳۰ ژوئیه ۱۷۷۷ – ۱ ژوئیه ۱۷۹۵ (در انتخابات شرکت نکرد)      | بدون حزب                                |                                                |                          | Pierre Van Cortlandt                        |
| ۱   | ۱۷۸۶                                                                   |                                              | جورج کلینتون (1739–1812)                                  | ۳۰ ژوئیه ۱۷۷۷ – ۱ ژوئیه ۱۷۹۵ (در انتخابات شرکت نکرد)      | بدون حزب                                |                                                |                          | Pierre Van Cortlandt                        |
| ۱   | ۱۷۸۹                                                                   |                                              | جورج کلینتون (1739–1812)                                  | ۳۰ ژوئیه ۱۷۷۷ – ۱ ژوئیه ۱۷۹۵ (در انتخابات شرکت نکرد)      | بدون حزب                                |                                                |                          | Pierre Van Cortlandt                        |
| ۱   |                                                                        | آنتی-فدرالیسم                                | جورج کلینتون (1739–1812)                                  | ۳۰ ژوئیه ۱۷۷۷ – ۱ ژوئیه ۱۷۹۵ (در انتخابات شرکت نکرد)      | ۱۷۹۲                                    |                                                |                          | Pierre Van Cortlandt                        |
| ۲   |                                                                        |                                              | جان جی (1745–1829)                                        | ۱ ژوئیه ۱۷۹۵ – July 1, 1801 (در انتخابات شرکت نکرد)       | حزب فدرالیست                            | ۱۷۹۵                                           |                          | Stephen Van Rensselaer                      |
| ۲   | ۱۷۹۸                                                                   |                                              | جان جی (1745–1829)                                        | ۱ ژوئیه ۱۷۹۵ – July 1, 1801 (در انتخابات شرکت نکرد)       | حزب فدرالیست                            |                                                |                          | Stephen Van Rensselaer                      |
| ۱   |                                                                        |                                              | جورج کلینتون (1739–1812)                                  | ۱ ژوئیه ۱۸۰۱ – July 1, 1804 (در انتخابات شرکت نکرد)       | حزب دموکرات-جمهوری‌خواه                  | ۱۸۰۱                                           |                          | Jeremiah Van Rensselaer                     |
| ۳   |                                                                        | Morgan Lewis (1754–1844)                     | ۱ ژوئیه ۱۸۰۴ – July 1, 1807 (شکست در انتخابات)            | حزب دموکرات-جمهوری‌خواه                                    | ۱۸۰۴                                    | John Broome (died August 8, 1810)              |                          |                                             |
| ۴   |                                                                        | دانیل تامپکینز (1774–1825)                   | ۱ ژوئیه ۱۸۰۷ – February 24, 1817 (استعفا داد)             | حزب دموکرات-جمهوری‌خواه                                    | ۱۸۰۷                                    | John Broome (died August 8, 1810)              |                          |                                             |
| ۴   | ۱۸۱۰                                                                   | دانیل تامپکینز (1774–1825)                   | ۱ ژوئیه ۱۸۰۷ – February 24, 1817 (استعفا داد)             | حزب دموکرات-جمهوری‌خواه                                    |                                         | John Broome (died August 8, 1810)              |                          |                                             |
| ۴   | Vacant                                                                 | دانیل تامپکینز (1774–1825)                   | ۱ ژوئیه ۱۸۰۷ – February 24, 1817 (استعفا داد)             | حزب دموکرات-جمهوری‌خواه                                    |                                         |                                                |                          |                                             |
| ۴   | John Tayler (acting from January 29, 1811)                             | دانیل تامپکینز (1774–1825)                   | ۱ ژوئیه ۱۸۰۷ – February 24, 1817 (استعفا داد)             | حزب دموکرات-جمهوری‌خواه                                    |                                         |                                                |                          |                                             |
| ۴   | DeWitt Clinton (elected May 2, 1811)                                   | دانیل تامپکینز (1774–1825)                   | ۱ ژوئیه ۱۸۰۷ – February 24, 1817 (استعفا داد)             | حزب دموکرات-جمهوری‌خواه                                    |                                         |                                                |                          |                                             |
| ۴   | ۱۸۱۳                                                                   | دانیل تامپکینز (1774–1825)                   | ۱ ژوئیه ۱۸۰۷ – February 24, 1817 (استعفا داد)             | حزب دموکرات-جمهوری‌خواه                                    | John Tayler                             |                                                |                          |                                             |
| ۴   | ۱۸۱۶                                                                   | دانیل تامپکینز (1774–1825)                   | ۱ ژوئیه ۱۸۰۷ – February 24, 1817 (استعفا داد)             | حزب دموکرات-جمهوری‌خواه                                    | John Tayler                             |                                                |                          |                                             |
| ۵   |                                                                        | John Tayler (1742–1829)                      | ۲۴ فوریه ۱۸۱۷ – July 1, 1817 (جانشینش روی کار آمد)        | حزب دموکرات-جمهوری‌خواه                                    | معاون فرماندار به عنوان فرماندار موقت   | Philetus Swift (موقت)                          |                          |                                             |
| ۶   |                                                                        | دوایت کلینتون (1769–1828)                    | ۱ ژوئیه ۱۸۱۷ – January 1, 1823 (در انتخابات شرکت نکرد)    | حزب دموکرات-جمهوری‌خواه                                    | ۱۸۱۷                                    | John Tayler                                    |                          |                                             |
| ۶   | ۱۸۲۰                                                                   | دوایت کلینتون (1769–1828)                    | ۱ ژوئیه ۱۸۱۷ – January 1, 1823 (در انتخابات شرکت نکرد)    | حزب دموکرات-جمهوری‌خواه                                    |                                         | John Tayler                                    |                          |                                             |
| ۷   |                                                                        | Joseph C. Yates (1768–1837)                  | ۱ ژانویه ۱۸۲۳ – January 1, 1825 (در انتخابات شرکت نکرد)   | حزب دموکرات-جمهوری‌خواه                                    | ۱۸۲۲                                    | Erastus Root                                   |                          |                                             |
| ۶   |                                                                        | دوایت کلینتون (1769–1828)                    | ۱ ژانویه ۱۸۲۵ – February 11, 1828 (died in office)        | حزب دموکرات-جمهوری‌خواه                                    | ۱۸۲۴                                    | James Tallmadge Jr.                            |                          |                                             |
| ۶   | ۱۸۲۶                                                                   | دوایت کلینتون (1769–1828)                    | ۱ ژانویه ۱۸۲۵ – February 11, 1828 (died in office)        | حزب دموکرات-جمهوری‌خواه                                    | Nathaniel Pitcher                       |                                                |                          |                                             |
| ۸   |                                                                        | Nathaniel Pitcher (1777–1836)                | ۱۱ فوریه ۱۸۲۸ – January 1, 1829 (در انتخابات شرکت نکرد)   | حزب دموکرات-جمهوری‌خواه                                    | از معاونت فرمانداری به فرمانداری رسید   | Peter R. Livingston (موقت)                     |                          |                                             |
| ۸   | Charles Dayan (acting from October 17, 1828)                           | Nathaniel Pitcher (1777–1836)                | ۱۱ فوریه ۱۸۲۸ – January 1, 1829 (در انتخابات شرکت نکرد)   | حزب دموکرات-جمهوری‌خواه                                    | از معاونت فرمانداری به فرمانداری رسید   |                                                |                          |                                             |
| ۹   |                                                                        | مارتین ون بیورن (1782–1862)                  | ۱ ژانویه ۱۸۲۹ – March 12, 1829 (استعفا داد)               | حزب دموکرات-جمهوری‌خواه                                    | ۱۸۲۸                                    |                                                | Enos T. Throop           |                                             |
| ۱۰  |                                                                        |                                              | Enos T. Throop (1784–1874)                                | ۱۲ مارس ۱۸۲۹ – January 1, 1833 (در انتخابات شرکت نکرد)    | دموکرات                                 | از معاونت فرمانداری به فرمانداری رسید          | Charles Stebbins (موقت)  |                                             |
| ۱۰  | William M. Oliver (موقت)                                               |                                              | Enos T. Throop (1784–1874)                                | ۱۲ مارس ۱۸۲۹ – January 1, 1833 (در انتخابات شرکت نکرد)    | دموکرات                                 | از معاونت فرمانداری به فرمانداری رسید          |                          |                                             |
| ۱۰  | ۱۸۳۰                                                                   | Edward Philip Livingston                     | Enos T. Throop (1784–1874)                                | ۱۲ مارس ۱۸۲۹ – January 1, 1833 (در انتخابات شرکت نکرد)    | دموکرات                                 |                                                |                          |                                             |
| ۱۱  |                                                                        | ویلیام ال. مارسی (1786–1857)                 | ۱ ژانویه ۱۸۳۳ – January 1, 1839 (شکست در انتخابات)        | دموکرات                                                   | ۱۸۳۲                                    | John Tracy                                     |                          |                                             |
| ۱۱  | ۱۸۳۴                                                                   | ویلیام ال. مارسی (1786–1857)                 | ۱ ژانویه ۱۸۳۳ – January 1, 1839 (شکست در انتخابات)        | دموکرات                                                   |                                         | John Tracy                                     |                          |                                             |
| ۱۱  | ۱۸۳۶                                                                   | ویلیام ال. مارسی (1786–1857)                 | ۱ ژانویه ۱۸۳۳ – January 1, 1839 (شکست در انتخابات)        | دموکرات                                                   |                                         | John Tracy                                     |                          |                                             |
| ۱۲  |                                                                        |                                              | ویلیام اچ. سیوارد (1801–1872)                             | ۱ ژانویه ۱۸۳۹ – January 1, 1843 (در انتخابات شرکت نکرد)   | حزب ویگ (آمریکا)                        | ۱۸۳۸                                           |                          | Luther Bradish                              |
| ۱۲  | ۱۸۴۰                                                                   |                                              | ویلیام اچ. سیوارد (1801–1872)                             | ۱ ژانویه ۱۸۳۹ – January 1, 1843 (در انتخابات شرکت نکرد)   | حزب ویگ (آمریکا)                        |                                                |                          | Luther Bradish                              |
| ۱۳  |                                                                        |                                              | ویلیام سی. بوک (1786–1859)                                | ۱ ژانویه ۱۸۴۳ – January 1, 1845 (lost nomination)         | دموکرات                                 | ۱۸۴۲                                           |                          | Daniel S. Dickinson                         |
| ۱۴  |                                                                        | سیلاس رایت، جونیور (1795–1847)               | ۱ ژانویه ۱۸۴۵ – January 1, 1847 (شکست در انتخابات)        | دموکرات                                                   | ۱۸۴۴                                    | Addison Gardiner (resigned July 5, 1847)       |                          |                                             |
| ۱۵  |                                                                        |                                              | John Young (1802–1852)                                    | ۱ ژانویه ۱۸۴۷ – January 1, 1849 (در انتخابات شرکت نکرد)   | حزب ویگ                                 | Addison Gardiner (resigned July 5, 1847)       | ۱۸۴۶                     |                                             |
| ۱۵  | Albert Lester (موقت)                                                   |                                              | John Young (1802–1852)                                    | ۱ ژانویه ۱۸۴۷ – January 1, 1849 (در انتخابات شرکت نکرد)   | حزب ویگ                                 |                                                | ۱۸۴۶                     |                                             |
| ۱۵  | Hamilton Fish (took office January 1, 1848)                            |                                              | John Young (1802–1852)                                    | ۱ ژانویه ۱۸۴۷ – January 1, 1849 (در انتخابات شرکت نکرد)   | حزب ویگ                                 |                                                | ۱۸۴۶                     |                                             |
| ۱۶  |                                                                        | همیلتون فیش (1808–1893)                      | ۱ ژانویه ۱۸۴۹ – January 1, 1851 (در انتخابات شرکت نکرد)   | حزب ویگ (آمریکا)                                          | ۱۸۴۸                                    | George W. Patterson                            |                          |                                             |
| ۱۷  |                                                                        | Washington Hunt (1811–1867)                  | ۱ ژانویه ۱۸۵۱ – January 1, 1853 (شکست در انتخابات)        | حزب ویگ (آمریکا)                                          | ۱۸۵۰                                    |                                                | Sanford E. Church        |                                             |
| ۱۸  |                                                                        |                                              | هوراتیو سیمور (1810–1886)                                 | ۱ ژانویه ۱۸۵۳ – January 1, 1855 (شکست در انتخابات)        | دموکرات                                 | ۱۸۵۲                                           | Sanford E. Church        |                                             |
| ۱۹  |                                                                        |                                              | Myron H. Clark (1806–1892)                                | ۱ ژانویه ۱۸۵۵ – January 1, 1857 (lost nomination)         | حزب ویگ (آمریکا)/ حزب خاک آزاد (fusion) | ۱۸۵۴                                           |                          | Henry Jarvis Raymond                        |
| ۲۰  |                                                                        |                                              | John A. King (1788–1867)                                  | ۱ ژانویه ۱۸۵۷ – January 1, 1859 (در انتخابات شرکت نکرد)   | Republican                              | ۱۸۵۶                                           |                          | Henry R. Selden                             |
| ۲۱  |                                                                        | ادوین دی. مورگان (1811–1883)                 | ۱ ژانویه ۱۸۵۹ – January 1, 1863 (در انتخابات شرکت نکرد)   | Republican                                                | ۱۸۵۸                                    | Robert Campbell                                |                          |                                             |
| ۲۱  | ۱۸۶۰                                                                   | ادوین دی. مورگان (1811–1883)                 | ۱ ژانویه ۱۸۵۹ – January 1, 1863 (در انتخابات شرکت نکرد)   | Republican                                                |                                         | Robert Campbell                                |                          |                                             |
| ۱۸  |                                                                        |                                              | هوراتیو سیمور (1810–1886)                                 | ۱ ژانویه ۱۸۶۳ – January 2, 1865 (شکست در انتخابات)        | دموکرات                                 | ۱۸۶۲                                           |                          | David R. Floyd-Jones                        |
| ۲۲  |                                                                        |                                              | روبن فنتون (1819–1885)                                    | ۲ ژانویه ۱۸۶۵ – January 1, 1869 (در انتخابات شرکت نکرد)   | Union                                   | ۱۸۶۴                                           |                          | Thomas G. Alvord                            |
| ۲۲  | ۱۸۶۶                                                                   | Stewart L. Woodford                          | روبن فنتون (1819–1885)                                    | ۲ ژانویه ۱۸۶۵ – January 1, 1869 (در انتخابات شرکت نکرد)   | Union                                   |                                                |                          |                                             |
| ۲۳  |                                                                        |                                              | John T. Hoffman (1828–1888)                               | ۱ ژانویه ۱۸۶۹ – January 1, 1873 (در انتخابات شرکت نکرد)   | دموکرات                                 | ۱۸۶۸                                           |                          | Allen C. Beach                              |
| ۲۳  | ۱۸۷۰                                                                   |                                              | John T. Hoffman (1828–1888)                               | ۱ ژانویه ۱۸۶۹ – January 1, 1873 (در انتخابات شرکت نکرد)   | دموکرات                                 |                                                |                          | Allen C. Beach                              |
| ۲۴  |                                                                        |                                              | جان آدامز دیکس (1798–1879)                                | ۱ ژانویه ۱۸۷۳ – January 1, 1875 (شکست در انتخابات)        | Republican                              | ۱۸۷۲                                           |                          | John C. Robinson                            |
| ۲۵  |                                                                        |                                              | ساموئل جی. تیلدن (1814–1886)                              | ۱ ژانویه ۱۸۷۵ – January 1, 1877 (در انتخابات شرکت نکرد)   | دموکرات                                 | ۱۸۷۴                                           |                          | William Dorsheimer                          |
| ۲۶  |                                                                        | Lucius Robinson (1810–1891)                  | ۱ ژانویه ۱۸۷۷ – January 1, 1880 (شکست در انتخابات)        | دموکرات                                                   | ۱۸۷۶                                    |                                                |                          | William Dorsheimer                          |
| ۲۷  |                                                                        |                                              | Alonzo B. Cornell (1832–1904)                             | ۱ ژانویه ۱۸۸۰ – January 1, 1883 (lost nomination)         | Republican                              | ۱۸۷۹                                           |                          | George Gilbert Hoskins                      |
| ۲۸  |                                                                        |                                              | گروور کلیولند (1837–1908)                                 | ۱ ژانویه ۱۸۸۳ – January 6, 1885 (استعفا داد)              | دموکرات                                 | ۱۸۸۲                                           |                          | David B. Hill                               |
| ۲۹  |                                                                        | دیوید بی. هیل (1843–1910)                    | ۶ ژانویه ۱۸۸۵ – January 1, 1892 (در انتخابات شرکت نکرد)   | دموکرات                                                   | از معاونت فرمانداری به فرمانداری رسید   |                                                | Dennis McCarthy (موقت)   |                                             |
| ۲۹  | ۱۸۸۵                                                                   | دیوید بی. هیل (1843–1910)                    | ۶ ژانویه ۱۸۸۵ – January 1, 1892 (در انتخابات شرکت نکرد)   | دموکرات                                                   |                                         | Edward F. Jones                                |                          |                                             |
| ۲۹  | ۱۸۸۸                                                                   | دیوید بی. هیل (1843–1910)                    | ۶ ژانویه ۱۸۸۵ – January 1, 1892 (در انتخابات شرکت نکرد)   | دموکرات                                                   |                                         | Edward F. Jones                                |                          |                                             |
| ۳۰  |                                                                        | Roswell P. Flower (1835–1899)                | ۱ ژانویه ۱۸۹۲ – January 1, 1895 (در انتخابات شرکت نکرد)   | دموکرات                                                   | ۱۸۹۱                                    | William F. Sheehan                             |                          |                                             |
| ۳۱  |                                                                        |                                              | لیوای مورتون (1824–1920)                                  | ۱ ژانویه ۱۸۹۵ – January 1, 1897 (در انتخابات شرکت نکرد)   | Republican                              | ۱۸۹۴                                           |                          | Charles T. Saxton                           |
| ۳۲  |                                                                        | فرنک اس. بلک (1853–1913)                     | ۱ ژانویه ۱۸۹۷ – December 31, 1898 (lost nomination)       | Republican                                                | ۱۸۹۶                                    | Timothy L. Woodruff                            |                          |                                             |
| ۳۳  |                                                                        | تئودور روزولت (1858–1919)                    | ۱ ژانویه ۱۸۹۹ – January 1, 1901 (در انتخابات شرکت نکرد)   | Republican                                                | ۱۸۹۸                                    | Timothy L. Woodruff                            |                          |                                             |
| ۳۴  |                                                                        | Benjamin Odell (1854–1926)                   | ۱ ژانویه ۱۹۰۱ – December 31, 1904 (در انتخابات شرکت نکرد) | Republican                                                | ۱۹۰۰                                    | Timothy L. Woodruff                            |                          |                                             |
| ۳۴  | ۱۹۰۲                                                                   | Benjamin Odell (1854–1926)                   | ۱ ژانویه ۱۹۰۱ – December 31, 1904 (در انتخابات شرکت نکرد) | Republican                                                | Frank W. Higgins                        |                                                |                          |                                             |
| ۳۵  |                                                                        | Frank W. Higgins (1856–1907)                 | ۱ ژانویه ۱۹۰۵ – January 1, 1907 (در انتخابات شرکت نکرد)   | Republican                                                | ۱۹۰۴                                    | Matthew Linn Bruce (resigned December 5, 1906) |                          |                                             |
| ۳۵  | John Raines (موقت)                                                     | Frank W. Higgins (1856–1907)                 | ۱ ژانویه ۱۹۰۵ – January 1, 1907 (در انتخابات شرکت نکرد)   | Republican                                                | ۱۹۰۴                                    |                                                |                          |                                             |
| ۳۶  |                                                                        | چارلز ایوانز هیوز (1862–1948)                | ۱ ژانویه ۱۹۰۷ – October 6, 1910 (استعفا داد)              | Republican                                                | ۱۹۰۶                                    |                                                | Lewis Stuyvesant Chanler |                                             |
| ۳۶  | انتخابات ایالتی ۱۹۰۸ نیویورک                                           | چارلز ایوانز هیوز (1862–1948)                | ۱ ژانویه ۱۹۰۷ – October 6, 1910 (استعفا داد)              | Republican                                                |                                         | Horace White                                   |                          |                                             |
| ۳۷  |                                                                        | Horace White (1865–1943)                     | ۶ اکتبر ۱۹۱۰ – December 31, 1910 (جانشینش روی کار آمد)    | Republican                                                | از معاونت فرمانداری به فرمانداری رسید   | George H. Cobb (موقت)                          |                          |                                             |
| ۳۸  |                                                                        |                                              | John Alden Dix (1860–1928)                                | ۱ ژانویه ۱۹۱۱ – January 1, 1913 (lost nomination)         | دموکرات                                 | انتخابات ایالتی ۱۹۱۰ نیویورک                   |                          | Thomas F. Conway                            |
| ۳۹  |                                                                        | William Sulzer (1863–1941)                   | ۱ ژانویه ۱۹۱۳ – October 17, 1913 (impeached and removed)  | دموکرات                                                   | ۱۹۱۲                                    | Martin H. Glynn                                |                          |                                             |
| ۴۰  |                                                                        | Martin H. Glynn (1871–1924)                  | ۱۷ اکتبر ۱۹۱۳ – December 31, 1914 (شکست در انتخابات)      | دموکرات                                                   | از معاونت فرمانداری به فرمانداری رسید   | Robert F. Wagner (موقت)                        |                          |                                             |
| ۴۱  |                                                                        |                                              | Charles Seymour Whitman (1868–1947)                       | ۱ ژانویه ۱۹۱۵ – January 1, 1919 (شکست در انتخابات)        | Republican                              | ۱۹۱۴                                           |                          | Edward Schoeneck                            |
| ۴۱  | ۱۹۱۶                                                                   |                                              | Charles Seymour Whitman (1868–1947)                       | ۱ ژانویه ۱۹۱۵ – January 1, 1919 (شکست در انتخابات)        | Republican                              |                                                |                          | Edward Schoeneck                            |
| ۴۲  |                                                                        |                                              | ال اسمیت (1873–1944)                                      | ۱ ژانویه ۱۹۱۹ – December 31, 1920 (شکست در انتخابات)      | دموکرات                                 | ۱۹۱۸                                           |                          | Harry C. Walker                             |
| ۴۳  |                                                                        |                                              | Nathan L. Miller (1868–1953)                              | ۱ ژانویه ۱۹۲۱ – December 31, 1922 (شکست در انتخابات)      | Republican                              | ۱۹۲۰                                           |                          | Jeremiah Wood (resigned September 26, 1922) |
| ۴۳  | Clayton R. Lusk (موقت)                                                 |                                              | Nathan L. Miller (1868–1953)                              | ۱ ژانویه ۱۹۲۱ – December 31, 1922 (شکست در انتخابات)      | Republican                              | ۱۹۲۰                                           |                          |                                             |
| ۴۲  |                                                                        |                                              | ال اسمیت (1873–1944)                                      | ۱ ژانویه ۱۹۲۳ – December 31, 1928 (در انتخابات شرکت نکرد) | دموکرات                                 | ۱۹۲۲                                           |                          | George R. Lunn                              |
| ۴۲  | ۱۹۲۴                                                                   |                                              | ال اسمیت (1873–1944)                                      | ۱ ژانویه ۱۹۲۳ – December 31, 1928 (در انتخابات شرکت نکرد) | دموکرات                                 | Seymour Lowman                                 |                          |                                             |
| ۴۲  | ۱۹۲۶                                                                   |                                              | ال اسمیت (1873–1944)                                      | ۱ ژانویه ۱۹۲۳ – December 31, 1928 (در انتخابات شرکت نکرد) | دموکرات                                 | Edwin Corning                                  |                          |                                             |
| 44  |                                                                        | فرانکلین دلانو روزولت (1882–1945)            | ۱ ژانویه ۱۹۲۹ – December 31, 1932 (در انتخابات شرکت نکرد) | دموکرات                                                   | ۱۹۲۸                                    | Herbert H. Lehman                              |                          |                                             |
| 44  | ۱۹۳۰                                                                   | فرانکلین دلانو روزولت (1882–1945)            | ۱ ژانویه ۱۹۲۹ – December 31, 1932 (در انتخابات شرکت نکرد) | دموکرات                                                   |                                         | Herbert H. Lehman                              |                          |                                             |
| ۴۵  |                                                                        | هربرت اچ. لمن (1878–1963)                    | ۱ ژانویه ۱۹۳۳ – December 2, 1942 (استعفا داد)             | دموکرات                                                   | ۱۹۳۲                                    | M. William Bray                                |                          |                                             |
| ۴۵  | ۱۹۳۴                                                                   | هربرت اچ. لمن (1878–1963)                    | ۱ ژانویه ۱۹۳۳ – December 2, 1942 (استعفا داد)             | دموکرات                                                   |                                         | M. William Bray                                |                          |                                             |
| ۴۵  | ۱۹۳۶                                                                   | هربرت اچ. لمن (1878–1963)                    | ۱ ژانویه ۱۹۳۳ – December 2, 1942 (استعفا داد)             | دموکرات                                                   |                                         | M. William Bray                                |                          |                                             |
| ۴۵  | ۱۹۳۸                                                                   | هربرت اچ. لمن (1878–1963)                    | ۱ ژانویه ۱۹۳۳ – December 2, 1942 (استعفا داد)             | دموکرات                                                   | Charles Poletti                         |                                                |                          |                                             |
| ۴۶  |                                                                        | Charles Poletti (1903–2002)                  | ۲ دسامبر ۱۹۴۲ – December 31, 1942 (جانشینش روی کار آمد)   | دموکرات                                                   | از معاونت فرمانداری به فرمانداری رسید   |                                                | Joe R. Hanley (موقت)     |                                             |
| ۴۷  |                                                                        |                                              | توماس دیویی (1902–1971)                                   | ۱ ژانویه ۱۹۴۳ – December 31, 1954 (در انتخابات شرکت نکرد) | Republican                              | ۱۹۴۲                                           | Thomas W. Wallace        |                                             |
| ۴۷  | ۱۹۴۶                                                                   | Joe R. Hanley                                | توماس دیویی (1902–1971)                                   | ۱ ژانویه ۱۹۴۳ – December 31, 1954 (در انتخابات شرکت نکرد) | Republican                              |                                                |                          |                                             |
| ۴۷  | ۱۹۵۰                                                                   | Frank C. Moore (resigned September 30, 1953) | توماس دیویی (1902–1971)                                   | ۱ ژانویه ۱۹۴۳ – December 31, 1954 (در انتخابات شرکت نکرد) | Republican                              |                                                |                          |                                             |
| ۴۷  | ۱۹۵۰                                                                   | Arthur H. Wicks (موقت)                       | توماس دیویی (1902–1971)                                   | ۱ ژانویه ۱۹۴۳ – December 31, 1954 (در انتخابات شرکت نکرد) | Republican                              |                                                |                          |                                             |
| ۴۷  | ۱۹۵۰                                                                   | Walter J. Mahoney (موقت)                     | توماس دیویی (1902–1971)                                   | ۱ ژانویه ۱۹۴۳ – December 31, 1954 (در انتخابات شرکت نکرد) | Republican                              |                                                |                          |                                             |
| ۴۸  |                                                                        |                                              | آورل هریمن (1891–1986)                                    | ۱ ژانویه ۱۹۵۵ – December 31, 1958 (شکست در انتخابات)      | دموکرات                                 | ۱۹۵۴                                           |                          | George DeLuca                               |
| ۴۹  |                                                                        |                                              | نلسون راکفلر (1908–1979)                                  | ۱ ژانویه ۱۹۵۹ – December 18, 1973 (استعفا داد)            | Republican                              | ۱۹۵۸                                           |                          | Malcolm Wilson                              |
| ۴۹  | ۱۹۶۲                                                                   |                                              | نلسون راکفلر (1908–1979)                                  | ۱ ژانویه ۱۹۵۹ – December 18, 1973 (استعفا داد)            | Republican                              |                                                |                          | Malcolm Wilson                              |
| ۴۹  | ۱۹۶۶                                                                   |                                              | نلسون راکفلر (1908–1979)                                  | ۱ ژانویه ۱۹۵۹ – December 18, 1973 (استعفا داد)            | Republican                              |                                                |                          | Malcolm Wilson                              |
| ۴۹  | ۱۹۷۰                                                                   |                                              | نلسون راکفلر (1908–1979)                                  | ۱ ژانویه ۱۹۵۹ – December 18, 1973 (استعفا داد)            | Republican                              |                                                |                          | Malcolm Wilson                              |
| ۵۰  |                                                                        | Malcolm Wilson (1914–2000)                   | ۱۸ دسامبر ۱۹۷۳ – December 31, 1974 (شکست در انتخابات)     | Republican                                                | از معاونت فرمانداری به فرمانداری رسید   | Warren M. Anderson (موقت)                      |                          |                                             |
| ۵۱  |                                                                        |                                              | Hugh Carey (1919–2011)                                    | ۱ ژانویه ۱۹۷۵ – December 31, 1982 (در انتخابات شرکت نکرد) | دموکرات                                 | ۱۹۷۴                                           |                          | Mary Anne Krupsak                           |
| ۵۱  | ۱۹۷۸                                                                   | Mario Cuomo                                  | Hugh Carey (1919–2011)                                    | ۱ ژانویه ۱۹۷۵ – December 31, 1982 (در انتخابات شرکت نکرد) | دموکرات                                 |                                                |                          |                                             |
| ۵۲  |                                                                        | ماریو کومو (1932–2015)                       | ۱ ژانویه ۱۹۸۳ – December 31, 1994 (شکست در انتخابات)      | دموکرات                                                   | ۱۹۸۲                                    | Alfred DelBello (resigned February 1, 1985)    |                          |                                             |
| ۵۲  | Warren M. Anderson (موقت)                                              | ماریو کومو (1932–2015)                       | ۱ ژانویه ۱۹۸۳ – December 31, 1994 (شکست در انتخابات)      | دموکرات                                                   | ۱۹۸۲                                    |                                                |                          |                                             |
| ۵۲  | ۱۹۸۶                                                                   | ماریو کومو (1932–2015)                       | ۱ ژانویه ۱۹۸۳ – December 31, 1994 (شکست در انتخابات)      | دموکرات                                                   |                                         | Stan Lundine                                   |                          |                                             |
| ۵۲  | ۱۹۹۰                                                                   | ماریو کومو (1932–2015)                       | ۱ ژانویه ۱۹۸۳ – December 31, 1994 (شکست در انتخابات)      | دموکرات                                                   |                                         | Stan Lundine                                   |                          |                                             |
| ۵۳  |                                                                        |                                              | George Pataki (b. 1945)                                   | ۱ ژانویه ۱۹۹۵ – December 31, 2006 (در انتخابات شرکت نکرد) | Republican                              | ۱۹۹۴                                           |                          | Betsy Ross                                  |
| ۵۳  | ۱۹۹۸                                                                   | Mary Donohue                                 | George Pataki (b. 1945)                                   | ۱ ژانویه ۱۹۹۵ – December 31, 2006 (در انتخابات شرکت نکرد) | Republican                              |                                                |                          |                                             |
| ۵۳  | ۲۰۰۲                                                                   | Mary Donohue                                 | George Pataki (b. 1945)                                   | ۱ ژانویه ۱۹۹۵ – December 31, 2006 (در انتخابات شرکت نکرد) | Republican                              |                                                |                          |                                             |
| ۵۴  |                                                                        |                                              | الیوت اسپیتزر (b. 1959)                                   | ۱ ژانویه ۲۰۰۷ – March 17, 2008 (استعفا داد)               | دموکرات                                 | ۲۰۰۶                                           |                          | David Paterson                              |
| ۵۵  |                                                                        | دیوید پترسون (سیاستمدار) (b. 1954)           | ۱۷ مارس ۲۰۰۸ – December 31, 2010 (در انتخابات شرکت نکرد)  | دموکرات                                                   | از معاونت فرمانداری به فرمانداری رسید   |                                                | Joseph Bruno (موقت)      |                                             |
| ۵۵  | Dean Skelos (موقت)                                                     | دیوید پترسون (سیاستمدار) (b. 1954)           | ۱۷ مارس ۲۰۰۸ – December 31, 2010 (در انتخابات شرکت نکرد)  | دموکرات                                                   | از معاونت فرمانداری به فرمانداری رسید   |                                                |                          |                                             |
| ۵۵  | Malcolm Smith (موقت)                                                   | دیوید پترسون (سیاستمدار) (b. 1954)           | ۱۷ مارس ۲۰۰۸ – December 31, 2010 (در انتخابات شرکت نکرد)  | دموکرات                                                   | از معاونت فرمانداری به فرمانداری رسید   |                                                |                          |                                             |
| ۵۵  | Pedro Espada Jr. (موقت)                                                | دیوید پترسون (سیاستمدار) (b. 1954)           | ۱۷ مارس ۲۰۰۸ – December 31, 2010 (در انتخابات شرکت نکرد)  | دموکرات                                                   | از معاونت فرمانداری به فرمانداری رسید   |                                                |                          |                                             |
| ۵۵  | Richard Ravitch (contested)                                            | دیوید پترسون (سیاستمدار) (b. 1954)           | ۱۷ مارس ۲۰۰۸ – December 31, 2010 (در انتخابات شرکت نکرد)  | دموکرات                                                   | از معاونت فرمانداری به فرمانداری رسید   |                                                |                          |                                             |
| ۵۵  | Malcolm Smith (موقت)                                                   | دیوید پترسون (سیاستمدار) (b. 1954)           | ۱۷ مارس ۲۰۰۸ – December 31, 2010 (در انتخابات شرکت نکرد)  | دموکرات                                                   | از معاونت فرمانداری به فرمانداری رسید   |                                                |                          |                                             |
| ۵۵  | Richard Ravitch                                                        | دیوید پترسون (سیاستمدار) (b. 1954)           | ۱۷ مارس ۲۰۰۸ – December 31, 2010 (در انتخابات شرکت نکرد)  | دموکرات                                                   | از معاونت فرمانداری به فرمانداری رسید   |                                                |                          |                                             |
| ۵۶  |                                                                        | اندرو کوئومو (b. 1957)                       | ۱ ژانویه ۲۰۱۱ – August 23, 2021 (استعفا داد)              | دموکرات                                                   | ۲۰۱۰                                    | Robert Duffy                                   |                          |                                             |
| ۵۶  | ۲۰۱۴                                                                   | اندرو کوئومو (b. 1957)                       | ۱ ژانویه ۲۰۱۱ – August 23, 2021 (استعفا داد)              | دموکرات                                                   | Kathy Hochul                            |                                                |                          |                                             |
| ۵۶  | ۲۰۱۸                                                                   | اندرو کوئومو (b. 1957)                       | ۱ ژانویه ۲۰۱۱ – August 23, 2021 (استعفا داد)              | دموکرات                                                   | Kathy Hochul                            |                                                |                          |                                             |
| ۵۷  |                                                                        | کتی هوکول (b. 1958)                          | ۲۴ اوت ۲۰۲۱ – تاکنون                                      | دموکرات                                                   | از معاونت فرمانداری به فرمانداری رسید   | Andrea Stewart-Cousins (موقت)                  |                          |                                             |
| ۵۷  | Brian Benjamin (appointed September 9, 2021) (resigned April 12, 2022) | کتی هوکول (b. 1958)                          | ۲۴ اوت ۲۰۲۱ – تاکنون                                      | دموکرات                                                   | از معاونت فرمانداری به فرمانداری رسید   |                                                |                          |                                             |
| ۵۷  | Andrea Stewart-Cousins (موقت)                                          | کتی هوکول (b. 1958)                          | ۲۴ اوت ۲۰۲۱ – تاکنون                                      | دموکرات                                                   | از معاونت فرمانداری به فرمانداری رسید   |                                                |                          |                                             |
| ۵۷  | Antonio Delgado (appointed May 25, 2022)                               | کتی هوکول (b. 1958)                          | ۲۴ اوت ۲۰۲۱ – تاکنون                                      | دموکرات                                                   | از معاونت فرمانداری به فرمانداری رسید   |                                                |                          |                                             |
| ۵۷  | ۲۰۲۲                                                                   | کتی هوکول (b. 1958)                          | ۲۴ اوت ۲۰۲۱ – تاکنون                                      | دموکرات                                                   |                                         |                                                |                          |                                             |

## توضیحات
1. ↑  قانون اساسی 1846 تصریح کرده که فرماندار منصب خود را «تا سی و یکم دسامبر» حفظ می کند. این در دوران مدرن به عنوان تغییر در نیمه‌شب تفسیر شده است. فرمانداران موجود در این فهرست تنها در صورتی مشخص می‌شوند که در ۳۱ دسامبر از سمت خود خارج شده‌اند که ادای سوگند در اوایل یا نیمه‌شب جانشین آن‌ها مستند باشد.
2. ↑  معاونان از همان حزب فرماندار هستند مگر خلاف آن اشاره شده باشد.
3. 1 2  دوبین،[۴] گلشان[۵] و کلنباک[۶] اشاره کرده‌اند که کلینتون حداقل تا ۱۷۸۹ (دوبین) یا ۱۷۹۲ (گلشان و کلنباک) به طور رسمی عضو هیچ حزبی بوده است.
4. ↑  Lewis is labeled a حزب فدرالیست by Kallenbach,[۱۰] and a Democratic-Republican by Dubin,[۱۴] Glashan,[۵] and Sobel.[۱۲]
5. ↑  Tompkins resigned, having been انتخابات ریاست‌جمهوری ایالات متحده آمریکا (۱۸۱۶) معاون رئیس‌جمهور ایالات متحده آمریکا.[۱۶]
6. ↑  At the time, the position of president pro-tempore of the Senate was only filled during a vacancy in the office of lieutenant governor, so Tayler was not elected to fill the position until January 29, 1811.
7. ↑  Van Buren resigned, having been confirmed as وزیر امور خارجه ایالات متحده آمریکا.[۲۹]
8. 1 2 3  Represented the Democratic Party
9. ↑  Clark lost the Republican nomination to John A. King.[۵۷]
10. ↑  Clark is widely labeled a Whig[۶۰] or Whig-Free Soil[۱۰][۵] candidate, and Sobel notes he was nominated by the Whig, حزب خاک آزاد، Anti-Nebraska, and Temperance parties.[۵۷]
11. ↑  All modern sources say Fenton was inaugurated on January 1, and this is found in sources at least as old as 1910;[۷۰] however, all contemporary coverage says he was inaugurated at noon on Monday, January 2.[۷۱][۷۲][۷۳]
12. ↑  Tilden instead ran unsuccessfully for رئیس‌جمهور ایالات متحده آمریکا.[۸۰]
13. ↑  Cornell lost the Republican nomination to Charles J. Folger.[۸۶]
14. ↑  Cleveland resigned, having been elected رئیس‌جمهور ایالات متحده آمریکا.[۸۹]
15. ↑  Hill was elected to the مجلس سنای ایالات متحده آمریکا for a term starting March 4, 1891, but did not take office until his gubernatorial term expired.[۹۵]
16. 1 2 3 4 5 6 7  Represented the Republican Party
17. ↑  Roosevelt was instead elected معاون رئیس‌جمهور ایالات متحده آمریکا.[۱۰۴]
18. ↑  Hughes resigned, having been confirmed as قاضی دستیار دیوان عالی ایالات متحده آمریکا.[۱۱۳]
19. ↑  Sulzer was impeached and removed from office for campaign contribution fraud.[۱۲۳]
20. ↑  Smith instead انتخابات ریاست‌جمهوری ایالات متحده آمریکا (۱۹۲۸) for رئیس‌جمهور ایالات متحده آمریکا.[۱۳۲]
21. ↑  Roosevelt was instead انتخابات ریاست‌جمهوری ایالات متحده آمریکا (۱۹۳۲) رئیس‌جمهور ایالات متحده آمریکا.[۱۳۹]
22. ↑  Lehman resigned, having been appointed director of the Office of Foreign Relief and Rehabilitation Operations at the وزارت امور خارجه ایالات متحده آمریکا.[۱۴۲]
23. ↑  Rockefeller resigned to devote himself to his Commission on Critical Choices for Americans.[۱۵۷]
24. ↑  Elected as Betsy McCaughey, but married and changed name in 1995.
25. ↑  Spitzer resigned due to a رسوایی جنسی الیوت اسپیتزر.[۱۶۷]
26. ↑  Espada was a Democrat, but combined with the Republicans in a change of leadership which triggered the 2009 New York State Senate leadership crisis.
27. ↑  Ravitch was appointed on July 8, 2009, but the appointment was contested in the courts. On August 20, the Appellate Division rejected the appointment; Ravitch vacated the office.
28. ↑  Smith succeeded Espada on July 9 as temporary President of the New York State Senate and claimed to be Acting Lieutenant Governor under the provisions of the New York State Constitution while the appointment of Ravitch was contested.
29. ↑  On September 22, the دادگاه تجدیدنظر نیویورک reversed the Appellate Division's ruling, thus re-instating Ravitch to the lieutenant governorship, beginning on July 8.
30. ↑  کوئومو بعد از مطرح شدن اتهامات جنسی علیهش استعفا کرد.[۱۷۳]
31. ↑  اولین دورهٔ هوکول در ۱ ژانویه ۲۰۲۳ آغاز شد و در ۱ ژانویه ۲۰۲۷ به اتمام می‌رسد.
32. ↑  Benjamin resigned after having been indicted earlier that day on federal wire fraud and رشوه‌خواری charges.[۱۷۶]